# Carola Magnusson
Birgitta Carola Magnusson, född 7 september 1962 i Bäckhammar i Värmland, är en svensk kokboksförfattare och ägare till företaget Carolas Eko. Hon är före detta skolköksföreståndare.
Carola Magnusson tar utifrån storkökssmiljön fram ekologiskt bra måltider. Åren 2008–2009 medverkade hon i TV-programmet Matakuten på TV4 och 2009 tilldelades hon Gunilla Arhéns Förebildspris.